# توره
توره (بالفارسية: توره) هي مدينة تقع في إيران في Zalian District. يقدر عدد سكانها بـ 2,167 نسمة .